# Mattioni Eszter
Mattioni Eszter (Szekszárd, 1902. március 12. – Budapest, 1993. március 17.) képzőművész, festő.

## Élete

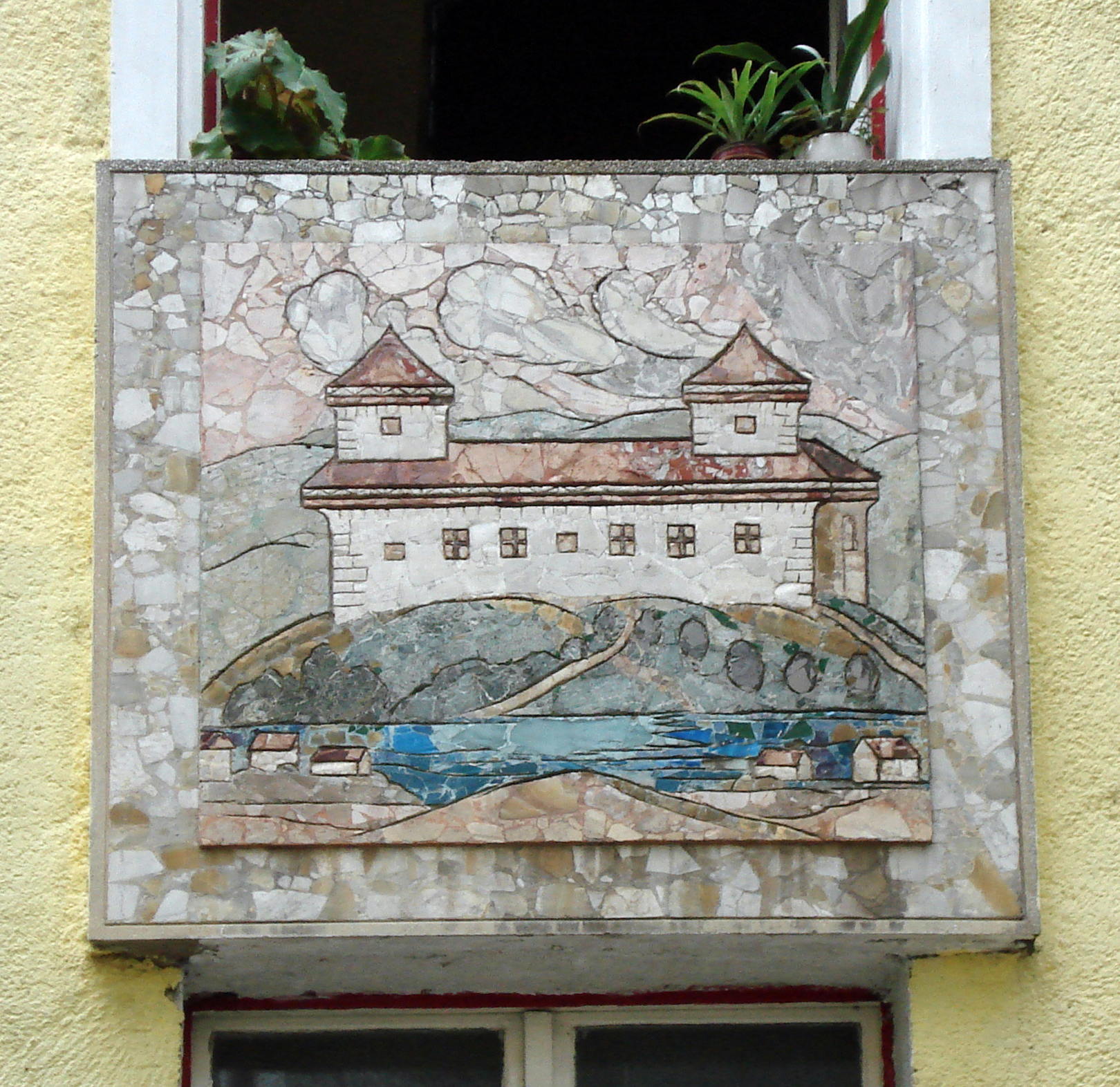
Mattioni Eszter: A diósgyőri vár. Hímeskő Miskolcon, a Szinyei Merse Pál utcában

Olasz, selyemhernyó-tenyésztési szakértő apját, aki maga is amatőr festő volt, Lombardiából szerződtették Magyarországra.
Tolna megyei származású édesanyja Szekszárdon abban az óvodában tanított, amelyet Brunszvik Teréz alapított. Nagyanyja volt az a Sass Erzsike, akihez Petőfi a Négyökrös szekér című versét írta.
Apja korán meghalt; 16 éves korától rokonai taníttatták.

## Tanulmányai, életpályája
Öt évig tanult az Iparművészeti Főiskola grafika szakán, mestere Helbing Ferenc volt, majd hat évig a Magyar Képzőművészeti Főiskolán, Rudnay Gyula tanítványaként. Nyaranta művésztelepeken dolgozott, 1931-től 1942-ig a Szolnoki művésztelep tagja volt. Aba-Novák Vilmos, Bernáth Aurél, Pátzay Pál stílusa, szemlélete befolyásolta leginkább. 1926-tól kiállító művész.
1937-ben a párizsi világkiállításon bemutatott munkáiért a Diplôme d’Honneur díjat, később a Fehér lányok népviseletes festményéért a Szinyei-nagydíjat nyerte el. 1946-ban beválasztották a Szinyei Társaság tagjai közé. 1972-ben a Munka Érdemrend arany fokozatával tüntették ki. Legnagyobb gyűjteményes kiállítását 1977-ben a Magyar Nemzeti Galériában rendezték meg. A katalógus 29 beépített és 341 más munkáját sorolta fel.
Budapesten és Szolnokon kívül számos magyarországi településen dolgozott huzamosabban, Szentendrén, Kalotaszegen, Igalon, Sióagárdon és nógrádi falvakban gyűjtött témát, alkotott mozaikterveket. A magyar népviselet és népművészet, a magyar tájak és virágok látványának, motívumainak egyik legjelentősebb megörökítője volt.
A Rákosi korszakban „klerikális” festőnek bélyegezték („Mattioninál csupa szent van”); szükségben élt. Egyes életrajzírói szerint ő volt a „legkatolikusabb protestáns” festő.

## Külföldi útjai
- Olaszország, 1935
- Franciaország, Svédország, 1939
- USA (Memphis, New York), 1972
- és számos más európai ország

## Emlékezete
Szülővárosa, Szekszárd díszpolgárává választotta, sok művét a városnak ajándékozta, melyből állandó kiállítás nyílt a szekszárdi Megyeházán.

## A „hímeskő”

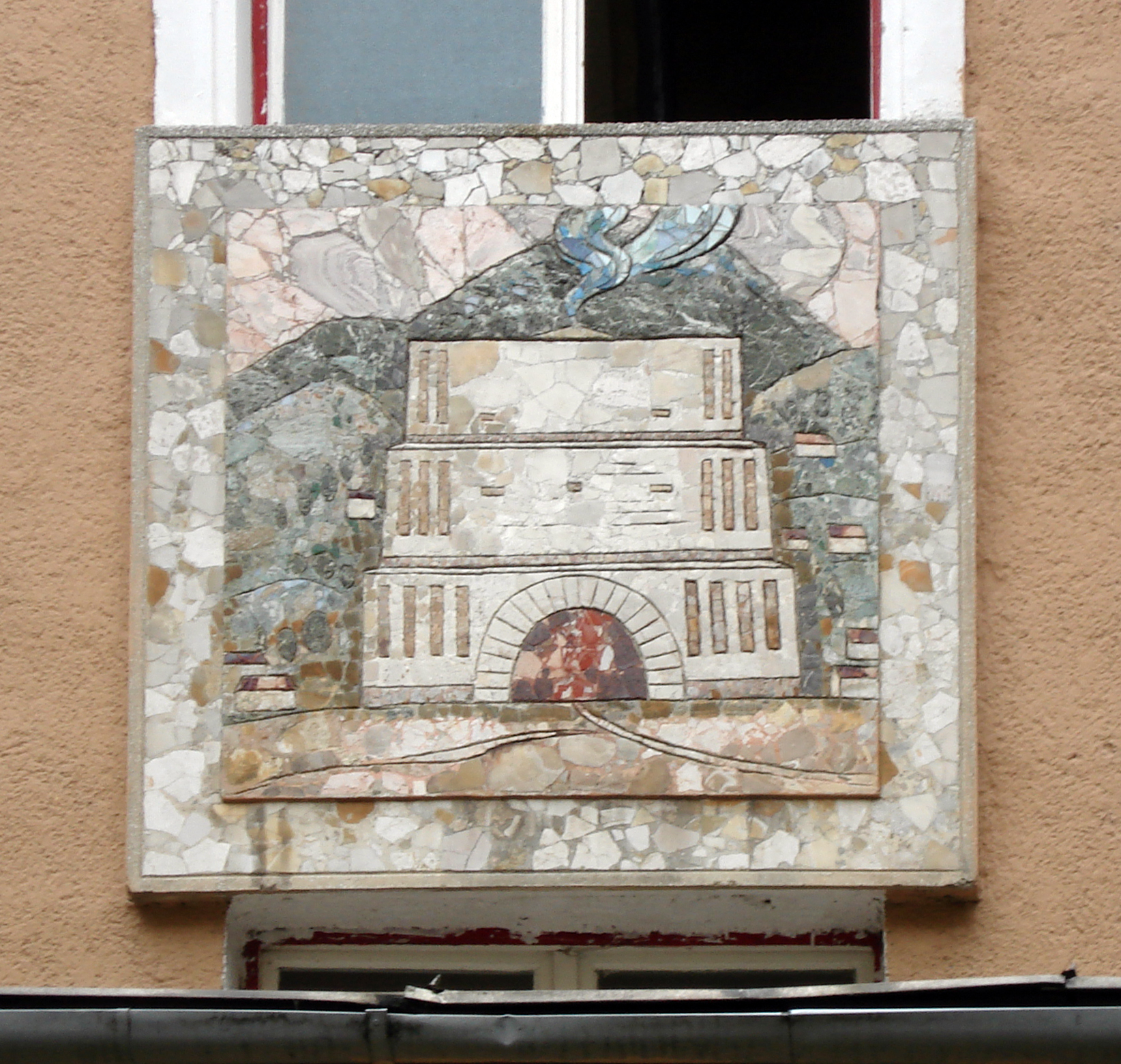
Mattioni Eszter: Őskohó. Hímeskő Miskolcon, a Szinyei Merse Pál utcában

Az 1930-as években Pólya Ivánnal feltalálták és védjegyeztették az ősi mozaik új változatát, amely kezdetben főként színes kőporból és cementből készült. Később, Pólya korai halála után Mattioni Eszter továbbfejlesztette a hímeskőnek elnevezett eljárást, a témához illeszkedően faragott és vésett nemes, természetes köveket felhasználva. E művek időálló, beépíthető lapok, melyeket a végső csiszolással és kontúrok bevésésével tesz a művész egyedülállóvá.

## Munkássága, fő témái
Alkotásait a Louvre-tól elkezdve mindkét amerikai kontinensig számos köz- és magángyűjtemény őrzi, Japánba legalább 30 műve került, ott is volt kiállítása.

### Magyar népviselet
Mind festményeivel, mind hímesköveivel kiemelkedő képviselője, megörökítője a magyar népművészet, népviselet, esküvők, táncok és búcsúk világának. Sok külföldre került műve hirdeti a magyar népviselet sokoldalúságát, színességét.

### Vallási témák
Megrendelésre készült monumentális hímeskő- és freskómunkái díszítik többek közt:
- Szószékdíszek (terrazzo, 1941, Győr, Nádorvárosi templom)
- Oltár (hímeskő, 1943, Felsőörsi prépostsági templom)
- A győri székesegyház (Apor püspök síremléke), 1948
- Falkép (hímeskő, 1948, Győr, Székesegyház Hédervári kápolnája)
- Szent András (hímeskő, 1950, Hidegség, románkori templom)
- Szent Család (hímeskő, 1950, Budapest, Vajdahunyad vára, Jáki kápolna, főoltár)
- Falkép (szekkó, freskó, 1958, Győr, papnevelde szemináriumának kórusa)
- Szent Kristóf (hímeskő, 1963, Esztergom, Bazilika)
- Padló- és falképek (hímeskő, 1963–1972, Budapest, Szt. Rókus-kápolna
- Falkép (hímeskő, 1968, Székesfehérvár, Zsolt utcai templom)

### Köztéri művei
- Halak (hímeskő, 1941, Svájc)

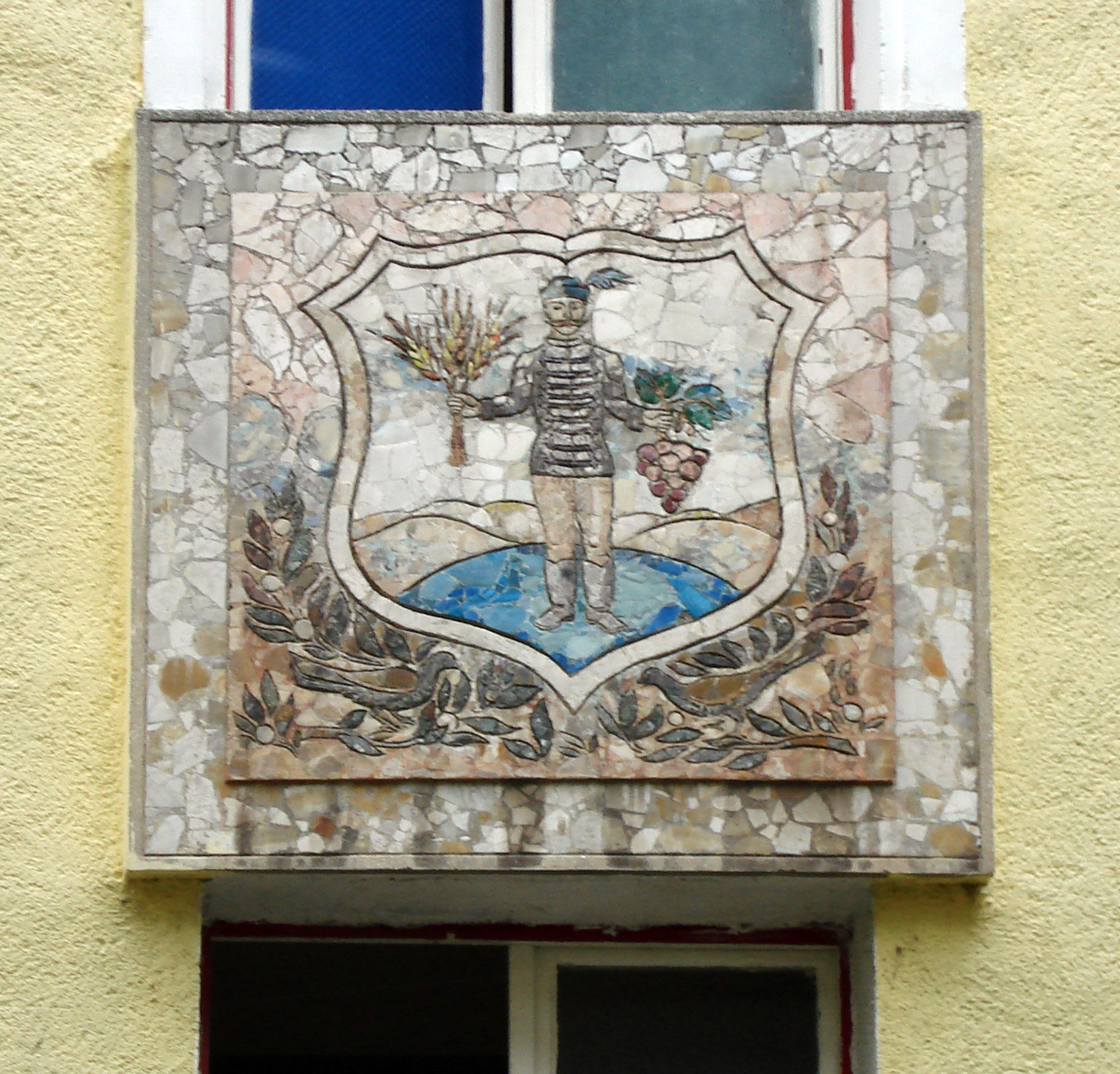
Mattioni Eszter: Miskolc címere. Hímeskő Miskolcon, a Szinyei Merse Pál utcában

- Síremlék (hímeskő, 1941, Budapest, Farkasréti temető)
- A csokoládé története (hímeskő, 1942, Budapest [volt Stühmer] Csokoládégyár)
- Kalocsai varrólányok (hímeskő, 1942, Budapest, Apáczai Csere J. u.)
- Gyümölcsszedők (hímeskő, 1950, Budapest, Bocskai u. 19.)
- Anya gyermekével (1952, Budapest, MNDSZ Székház)
- Aratólány (hímeskő, 1952, Szekszárd, Városháza)
- Építők (hímeskő, 1952. Budapest, Bocskai u. 4-6.)
- Gyümölcsöt vivő nő gyermekkel (hímeskő, 1952, Budapest, Erzsébet krt.- Rákóczi út sarok, Éjjel-nappali Csemege – már nincs meg[5])
- Homlokzati falkép (mozaik, 1953, Dunaújváros, Művelődési Ház)
- Városcímer (hímeskő, 1954, Miskolc, Szinyei Merse u. 5.)
- Toldi (hímeskő, 1954, Szigetszentmiklós, Általános Iskola)
- Falkép (szekkó, 1958, Győr, volt Vörös Csillag Szálló táncterme)
- Halak (hímeskő, 1959, Budapest, Madách Színház)
- Síremlék (hímeskő, 1960, Sopron, temető)
- Ifjú szívekben élek (hímeskő, 1964, Debrecen, Ybl Miklós Szakközépiskola)
- Népi vigasság (hímeskő, 1965, Budapest, Kis Royal Étterem)

### Tájképek
Gyengéd pasztelltől káprázatos vad színekig Mattioni főleg magyar tájakban gyönyörködtet. A Balaton, Tisza, Dunakanyar, és a megmunkált földek gyakori témái.

### Csendéletek
Mély természetszeretetéről tanúskodik sok variációban elkészített változatos és látványos virágcsokra, csendélete, amely olykor tájképi háttérrel jelenik meg.

## Egyéni kiállításai
- 1929, 1933, 1936, 1938, 1955 • Ernst Múzeum, Budapest
- 1961 • Csók Galéria, Budapest (kat.)
- 1962, 1966, 1972 • Memphis, Amerikai Egyesült Államok
- 1970 • Babits Mihály Kultúrház, Szekszárd
- 1972 • Kastély Múzeum, Nagytétény
- 1973 • Bakony Múzeum Veszprém
- 1977 • Magyar Nemzeti Galéria, Budapest (kat.)
- 1979 • Csók Galéria, Budapest (kat.)
- 1980 • Tokió

## Válogatott csoportos kiállításai
- 1926 • Ernst Múzeum, Budapest
- 1928 • Tavaszi Szalon, Nemzeti Szalon, Budapest
- 1929 • Megyeháza, Szekszárd
- 1931 • Nemzeti Szalon, Budapest
- 1934 • Képzőművészek Új Társasága-tárlat
- 1936 • Szolnoki művésztelep
- 1937 • Luxembourg Múzeum, Párizs • Ernst Múzeum, Budapest
- 1938 • Szent István jubileumi kiállítás, Műcsarnok, Budapest • Helsinki
- 1939 • New York
- 1940 • Őszi Tárlat, Szolnok • Képzőművészek Új Társasága-tárlat • San Francisco
- 1941 • Egyházművészeti kiállítás
- 1942 • Műbarát kiállítás • Építészet és térművészet, Nemzeti Salon, Budapest
- 1943 • Őszi Tárlat, Szolnok
- 1944 • Modern magyar művészet, Bern
- 1947 • Magyar Képzőművészek Szabad Szervezete, Fővárosi Képtár, Budapest
- 1948 • London • Stockholm
- 1950 • 1. Magyar Képzőművészeti kiállítás, Műcsarnok, Budapest
- 1955 • 6. Magyar Képzőművészeti kiállítás, Műcsarnok, Budapest
- 1957 • 70 művész, Ernst Múzeum, Budapest
- 1958 • Magyar Képzőművésznők kiállítása, Műcsarnok, Budapest • Világkiállítás, Brüsszel
- 1997 • Nőművészek, Kecskeméti Képtár

## Művei közgyűjteményekben
- Fővárosi Képtár, Budapest
- Magyar Nemzeti Galéria, Budapest
- Petőfi Irodalmi Múzeum, Budapest
- Wosinsky Mór Megyei Múzeum, Szekszárd

## Magánélete
Első férje, Hollós Antal 14 évvel volt idősebb nála, az első világháborúban súlyosan megsérült, öt évig volt hadifogságban; 1950-ben hunyt el. Második férje földbirtokos volt; szintén háborús sérülésébe halt bele. Harmadik férje Esze Tamás történész, Esze Tamás leszármazottja, akivel 1974-ben kötött házasságot. Gyermeke nem született.